# Pai Yu-po

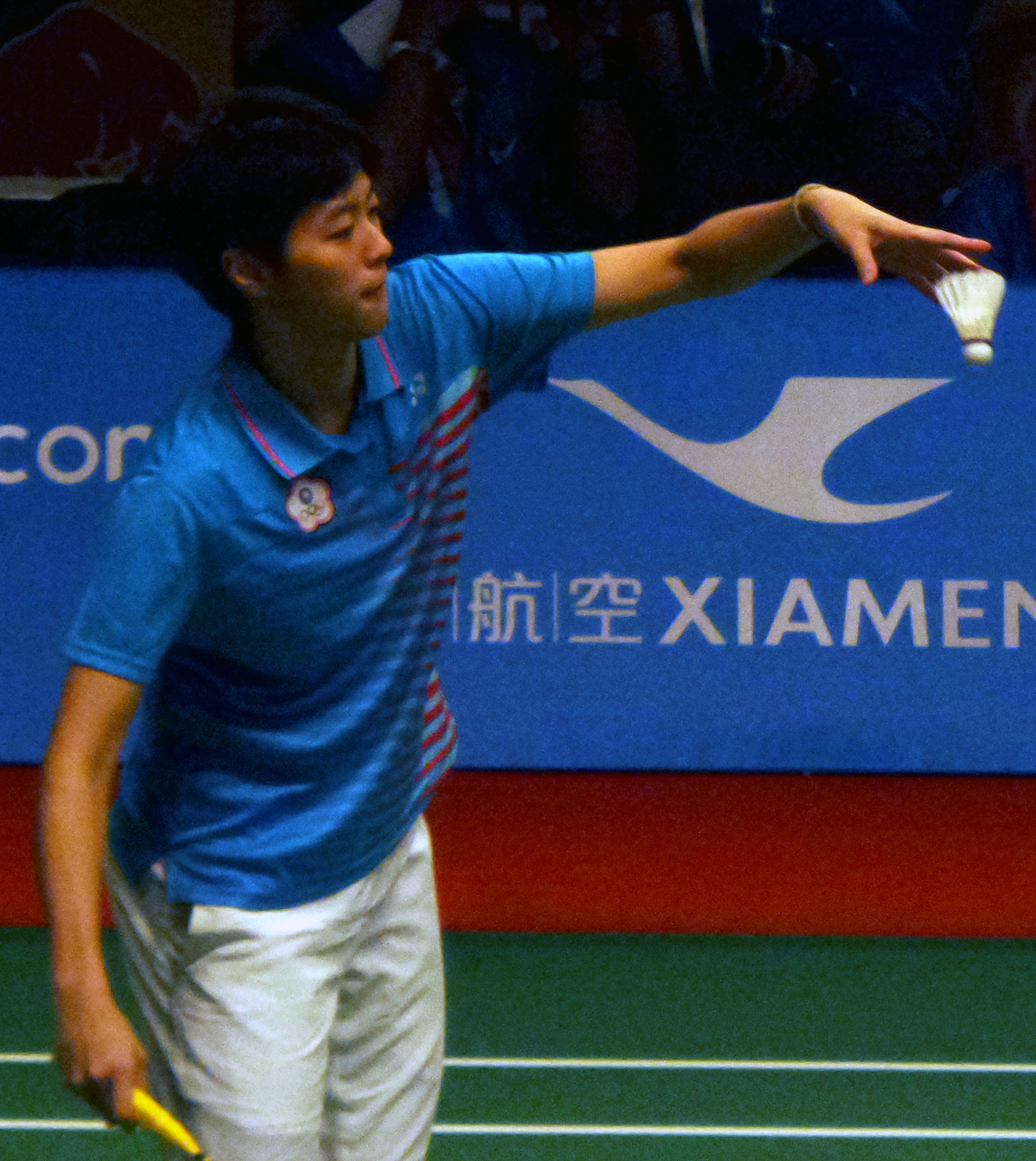
Pai Yu-Po

Pai Yu-po (chinesisch 白馭珀, Pinyin Bái Yùpò; * 18. April 1991) ist eine taiwanische Badmintonspielerin. 

## Karriere
Pai Yu-Po belegte bei den Kaohsiung International 2010 Rang zwei ebenso wie bei den Polish International 2013 und den Malaysia International 2013. Bei den Singapur International 2012 und den Bulgarian International 2013 wurde sie Dritte.